# امینه اقدس
زبیده خانم (زاده بیجار گروس – درگذشته ۱۲۷۲ شمسی تهران)، ملقب به امینه اقدس، از همسران ناصرالدین‌شاه قاجار و از سوگلی‌های دربار بود. او خواهر میرزا محمدخان گروسی (ملیجک اول) و عمه عزیزالسلطان (ملیجک دوم) بود.

## زندگی‌نامه
ناصرالدین‌شاه در سال ۱۲۷۶ه ق در سفر به مناطق غربی کشور، زبیده را که طفلی یتیم بود، در بیجار گروس خریداری کرد. زعفران باجی مسئول صندوقخانه اندرون که خود مورد توجه شاه بود، تربیت زبیده را برعهده گرفت. بعد از یک سال فراگیری امور و تربیت در اندرون به عقد غیر دائم ناصرالدین‌شاه درآمد.
زبیده خانم تنها زنی بود که به همراه شاه به منزل جیران فروغ‌السلطنه، همسر محبوب و درگذشتهٔ ناصرالدین‌شاه، می‌رفت و مسئول جمع‌آوری رخت‌خواب شاه بود. در منزل فروغ‌السلطنه با ننه حاجیه که از زنان اندرون بود آشنا شد و بسیاری از شگردهای دستیابی به منزلت در نزد شاه را از وی آموخت.
چندی بعد او برادر خود محمد را که کودکی بیش نبود از بیجار گروس به تهران فراخواند و این برادر در نزد شاه محبوبیت پیدا کرد و به جرگه غلام بچه‌های شاه پیوست و بعدها در دسته عمله خلوت قرار گرفت. ناصرالدین‌شاه او را ملیجک می‌خواند.
نگهداری از گربه‌های محبوب شاه مانند ببری‌خان و غیره از وظایف زبیده بود. پس از مرگ ببری‌خان، برادرزاده امینه اقدس مورد توجه شاه قرار گرفت و لقب عزیزالسلطان گرفت. اعتماد شاه به زبیده به آن میزان بود که خزانه‌داری مخصوص شاه به او سپرده شد و به همین سبب "امینه اقدس" نام گرفت.
رقیب سرسخت امینه اقدس در حرمسرا، انیس‌الدوله بود که هر دو نیز نازا بودند. رقابت بین این دو در تمامی مسائل مشهود بود. در این میان امینه اقدس برگی برنده داشت و آن هم برادرزاده‌اش، ملقب به ملیجک و عزیزالسلطان بود که مورد علاقه شدید شاه قرار داشت.

## سفر به اروپا برای درمان بیماری
امینه اقدس نخستین بانوی ایرانی بود که برای درمان به اروپا رفت. او از سال ۱۳۰۲ ه. ق از درد چشم شکایت داشت که پس از چند سال به نابینایی دو چشم ختم شد. به دستور ناصرالدین‌شاه در سال ۱۳۰۷ ه. ق امینه اقدس با هیاتی به ریاست سعدالسلطنه حاکم قزوین و میرزا حسین کاشی پزشک مخصوص راه وین پایتخت اتریش را پیش گرفت و در آنجا چشمانش عمل شد که بی‌نتیجه بود. این نخستین بار بود که یکی از همسران شاه بدون او به فرنگستان می‌رفت و همین موجب شد که شاه مورد انتقاداتی قرار گیرد و در بین عوام شعرهایی در نقد این تصمیم شاه رایج گردد. پس از صرف هزینه‌های بسیار زبیده خانم همچنان نابینا به ایران بازگشت، اما شاه همچنان جواهرات خود را به او سپرد و چنان وانمود کرد که گویی هنوز سالم و بینا و مورد علاقه اوست.
پس از بازگشت از سفر فرنگ، برای شفا به مشهد رفت و پس از اقامتی چند ماهه در خراسان با شایعاتی در خصوص بهبود چشمانش و استقبال چاپلوسانه رجال به تهران بازگشت. هنوز راهی برای درمان چشمان خود پیدا نکرده بود که در ذی‌الحجه ۱۳۰۸ه. ق سکته کرد و علاوه بر کوری، از یک طرف بدن به کلی فلج شد.
محمدحسن خان اعتمادالسلطنه در روزنامه خاطرات خود می‌نویسد:«امین‌اقدس مفلوج اعمی به تفرج آمده بود. این ضعیفه ثانی مادام دو باری معشوقه لوئی پانزدهم پادشاه فرانسه است. منتها آن مادام دو باری خوشگل و هنرمند و قابل بود، این برخلاف کثیف و کور و مفلوج و بی‌قابلیت است. همان‌طور که مادام دو باری باغ مرالی ساخته بود و دخترهای خوشگل در آن‌جا منزل داده بود؛ در روزگار پیری،  لوئی پانزدهم را برای اعتبار خودش مشغول هرزگی می‌کرد، این هم همین‌کار را می‌کند.»
در ۲۷ ذی‌الحجه ۱۳۱۱ (قمری) زبیده خانم امینه اقدس که همچنان امید به معالجه چشمان خود داشت سکته و یک روز بعد درگذشت. ناصرالدین‌شاه در اندوه مرگ او سوگواری بسیار کرد.

## جنبش تحریم تنباکو
در پی حکم تحریم تنباکو، تمام اهل اندرون به پیروی از این حکم دست از کشیدن قلیان برداشتند غیر از شاه و امین‌السلطان و اقدس‌الدوله.